# Arctotheca calendula
Arctotheca calendula là một loài thực vật có hoa trong họ Cúc. Loài này được (L.) Levyns mô tả khoa học đầu tiên năm 1942.